# Свен Ліндман
Свен Генрік Ліндман (швед. Sven Lindman; 19 квітня 1942 року в Доротеа) — шведський футболіст, що грав на позиції півзахисника, зокрема за «Юргорден ІФ», за який протягом 1965-1980 років 312 разів виходив на поле в іграх Аллсвенскан, що є рекордом для гравців клубу. За час перебування в клубі він забив 49 голів. 

## Кар'єра гравця

### Клуб
Свен Ліндман розпочав кар'єру футбольного гравця в команді свого рідного міста Ormsjö IF Uven. У 1961 році він приєднався до Лікселе ІФ, та став найкращим бомбардиром другого шведського футбольного дивізіону.
У 1965 році був запрошений до «Юргордена», клубу з Аллсвенскана, найвищого дивізіону. 1966 року забив переможний гол у фінальному матчі проти «Норрчепінга», принісши своїй команді чемпіонський титул.
У 1968 році перейшов до віденського «Рапіда», де залишився на один сезон. Після закінчення контракту повернувся до «Юргордена», в якому і закінчив професійну кар'єру 1980 року. 

### У збірній
1967 року дебютував в офіційних матчах у складі національної збірної Швеції. Протягом кар'єри у національній команді, яка тривала 8 років, провів у її формі 21 матч, забивши 1 гол.
Був у заявці збірної на чемпіонат світу 1974 року у ФРН, проте в іграх мундіалю на поле не виходив.

## Особисте життя
Свен Ліндман є братом юргорденского футболіста Йоргена Ліндмана. 

## Титули і досягнення
- Чемпіон Швеції (1):

«Юргорден»: 1966
- Володар Кубка Австрії (1):

«Рапід» (Відень): 1968-1969